# Монтановая кислота
Монтановая кислота  (Октакозановая кислота) CH3(CH2)26COOH — одноосновная предельная карбоновая кислота.

## Нахождение в природе
Монтановая кислота первоначально была выделена из монтанового (лигнитового) воска, состоящего на 25 % из этой жирной кислоты. Монтановый воск получают из лигнита, торфообразного ископаемого, находящегося в промежуточной стадии между торфом и бурым углем низкого качества. Кислота содержится также в пчелином воске и китайском воске, получаемом из выделений восковой ложнощитовки (Ceroplastes ceriferus) и ложнощитовки пела (Ericerus pela). Найдена в морских губках Xestospongia sp.. Выделяется также из сахарно-тростникового воска (Saccharum officinarum L.).

## Использование
Монтановый воск используется в обувной промышленности, в производстве грампластинок. Китайский, или японский воск издавна использовался в Китае и Японии для лакирования декоративных изделий, кроме того, в Китае китайский воск используется в лечебных целях. Принятый внутрь, он помогает при хрипоте, нервозности, срастании переломов, как наружное средство применяется в виде мази для лечения ран. Сложные эфиры монтановой кислоты используют в качестве пищевой добавки E912.